# کالیبر

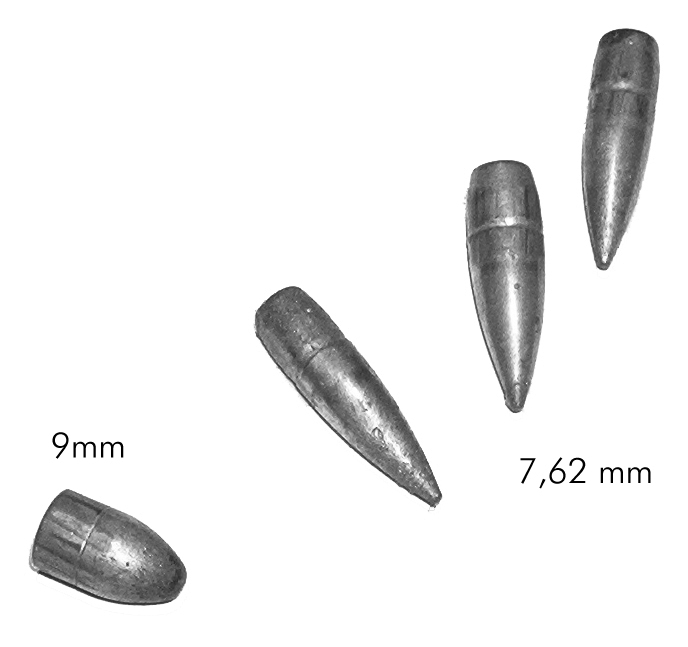
فشنگ ۷/۶۲ میلی‌متری ناتو (قابل استفاده در تفنگ‌های جنگی مانند ژ۳) و فشنگ ۹ میلی‌متری پارابلوم (قابل استفاده در بسیاری از سلاح‌های کمری و مسلسل‌های دستی)

کالیبر (به انگلیسی: Caliber) در سلاح‌های گرم به معنی قطر داخلی لوله سلاح یا قطر خارجی گلوله‌ای است که آن سلاح شلیک می‌کند.
کالیبر معمولاً با میلی‌متر بیان می‌شود اما در کشورهای انگلیسی زبان گاهی از اینچ هم استفاده می‌شود.
امروزه کالیبر سلاح‌های سبک معمولاً بین ۴٫۵ تا ۱۲٫۷ میلی‌متر، کالیبر توپ‌های توپخانه‌ای معمولاً بین ۱۰۵ تا ۲۰۳ میلی‌متر است. گاهی از کالیبر برای نشان دادن طول لوله سلاح هم استفاده می‌شود. برای مثال وقتی گفته می‌شود که تانک تی-۷۲ به توپ ۱۲۵ میلی‌متری با کالیبر ۴۸ مجهز است به معنی آن است که طول لوله این توپ ۴۸ برابر قطر لوله یعنی ۶ متر است.

## واژه‌شناسی
در زبان‌های اروپائی واژه Caliber یا Calibre از واژه ایتالیایی calibro آمده‌است

## برخی از کالیبرهای مشهور
در طول تاریخ اسلحه سازی کالیبرهای متفاوتی تولید و مورد استفاده قرار گرفته‌است. هرچه کالیبر یک سلاح بزرگ‌تر باشد، به دلیل افزایش قطر گلوله وزن آن نیز بیشتر شده و انرژی بیشتری در لحظه برخورد تولید می‌کند. از این رو در گذشته استفاده از کالیبرهای بزرگ مرسوم بود؛ ولی در طول جنگ جهانی دوم با تجربیات عملی به‌دست آمده، همه کشورها به سمت استفاده از کالیبرهای کوچک‌تر رو آوردند. در همین راستا تعدادی کالیبر به صورت استاندارد معرفی شد که به‌جای اینکه هر کارخانه‌ای کالیبر خاص خود را تولید کند؛ همه کارخانه‌های اسلحه سازی بر اساس کالیبرهای استاندارد، سلاحهای جدید را طراحی و تولید می‌کنند.
- ۰/۲۲ اینچ
- ۵٬۴۵ م‌م کالیبر کلاشنیکف از ۱۹۷۴ به بعد
- ۵/۵۶ م‌م کالیبر فشنگ متوسط ناتو (استاندارد جدید)
- ۰/۲۷۰ اینچ کالیبر بسیار رایج تفنگ‌های شکاری
- ۷/۶۲ م‌م کالیبر فشنگ پرقدرت ناتو (استاندارد قدیمی)
- ۰/۳۲ اینچ کالیبر سلاح کمری
- ۰/۳۸ اینچ کالیبر رولور اسپرینگ‌فیلد
- ۰/۴۵ اینچ کالیبر کُلت
- ۹ میلی‌متر کالیبر رایج سلاح کمری و مسلسل دستی
- ۰/۵۰ اینچ کالیبر مسلسل سنگین براونینگ معروف به «کالیبر ۵۰»
- ۳۰–۰۶ یک کالیبر رایج تفنگ‌های شکاری

نمونه‌هایی از کالیبرهای بزرگ‌تر نیز در سلاحهای تک تیراندازی یا ضد زره با مصارف خاص و محدود تولید و مورد استفاده قرار می‌گیرد.
از جمله معروفترین سلاحهای کالیبر ۷/۶۲ تفنگ‌هایی چون کلاشنیکف و ژ۳ هستند. همچنین معروفترین سلاحهای کالیبر ۵/۵۶ نیز اسلحه ام ۱۶ و ام ۴ ساخت ایالات متحده است. نتایج خوب استفاده از کالیبر ۵/۵۶ در جنگ‌های اخیر ایالات متحده -مانند جنگ ویتنام، سومالی و عراق – همه کشورها را تشویق به استفاده از این کالیبر نموده به‌طوری که کالیبر ۵/۵۶ رسماً از سال ۱۹۸۰ در ناتو به خدمت گرفته شد.